# ماهیچه روبه‌روکننده انگشت کوچک دست
ماهیچه روبه‌روکننده انگشت کوچک دست یا عضله متقابله انگشت کوچک دست (انگلیسی: Opponens digiti minimi muscle of hand یا در متون قدیمی‌تر: opponens digiti quinti) موجب می‌شود انگشت کوچک به شست نزدیک شده و در مقابل آن قرار گیرد. این ماهیچه یکی از سه ماهیچه کنارکف‌دستی (هیپوتنار) است که انگشت کوچک را هدایت می‌کنند.
این ماهیچه شکلی سه‌گوش دارد و درست در زیر ماهیچه کوتاه کف‌دستی، ماهیچه دورکننده انگشت کوچک دست، و ماهیچه کوتاه خم‌کننده انگشت کوچک دست قرار گرفته است.

## نگارخانه

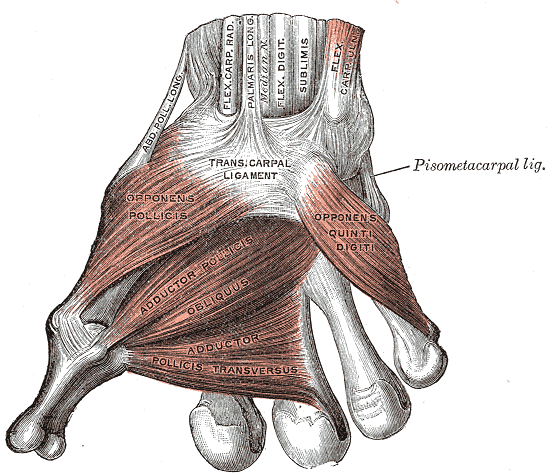
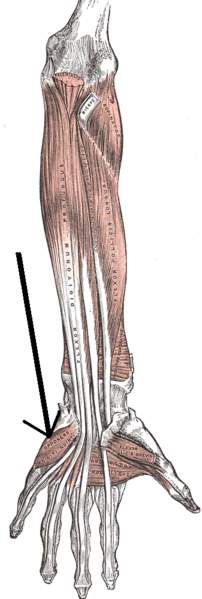
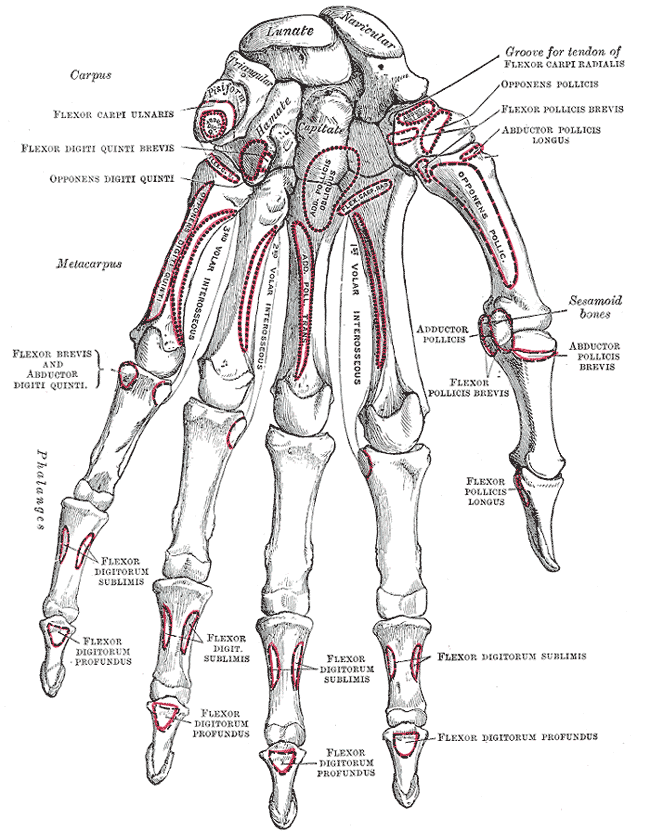
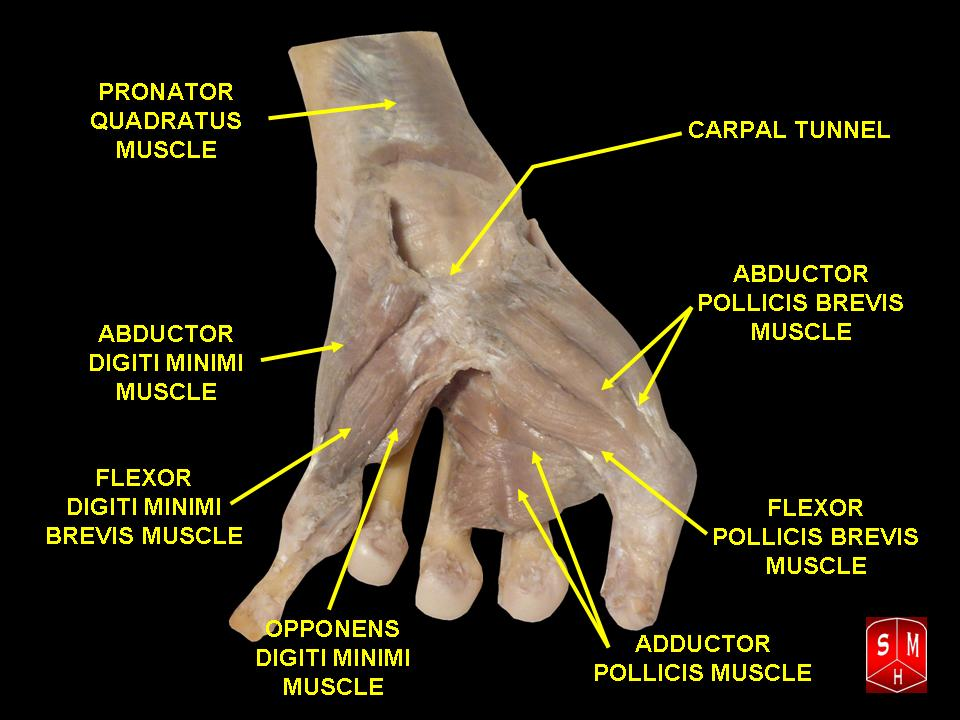
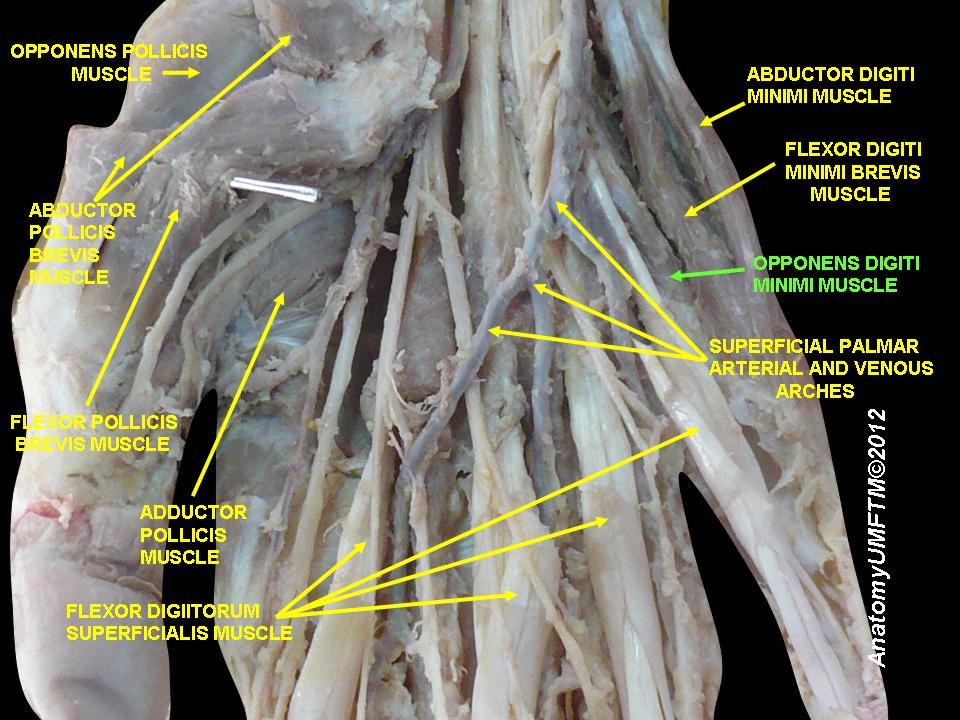
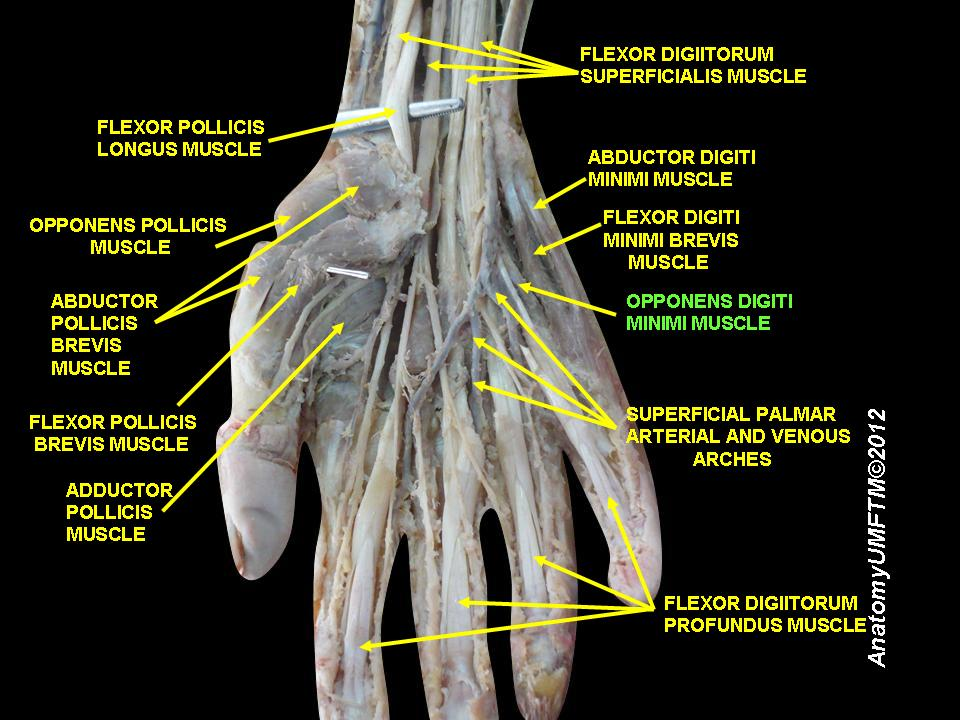
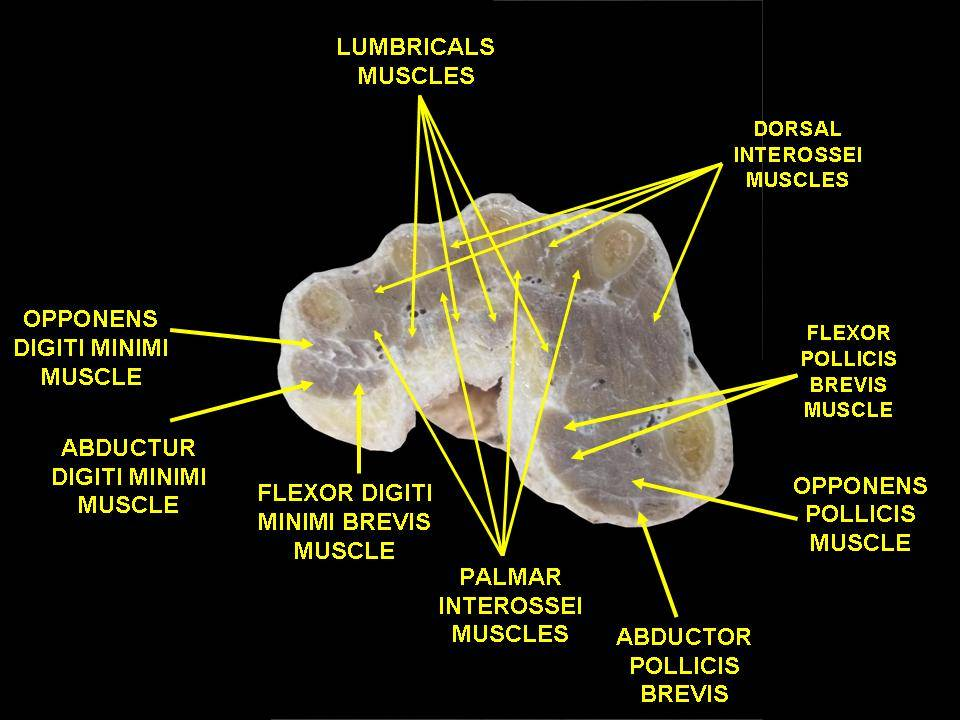